# MADI
A MADI nevű művészeti irányzat az 1940-es években indult, a kortárs absztrakt, geometrikus művészet meghatározó vonulata. Előtérbe helyezi a formákat a tartalommal szemben, a színek és hangsúlyos formák szabad keverésével esztétikai élmény nyújtására törekszik. (Bővebben: MADI manifesztum). A MADI kifejezésmód megjelent továbbá a költészetben, zenében és táncban is. Nagyobb gyűjtemények találhatók Dallasban, Sobralban és Magyarországon.

## A betűszó eredete
A MADI betűszó melynek eredete bizonytalan. Spanyolul "Movimiento Artistico De Invencion" (Újszerű Művészeti Mozgalom). Angolul jelentése mozgás, absztrakció, dimenzió, invenció (Movement - Abstraction - Dimension - Invention). Egyes vélemények szerint a betűszó a mozgalom alapító Carmelo Arden Quin nevéből, illetve a MAterialismo DIaléctico kifejezésből ered.

## A MADI Olaszországban
Az Argentínában nevelkedett Salvador Presta 1943-ban került kapcsolatba Carmelo Arden Quin körével (Rhod Rothfuss, Tomas Maldonado, Gyula Kosice, Lucio Fontana, Martin Blaszko). 1966-ban Fontana segítségével visszatelepült Olaszországba és egzisztenciát épített ki, majd az 1940-es évek közepétől már Párizsban élő Arden Quinnel újra kapcsolatba került.
A MADI olaszországi csoportját („movimento internationale madi italia”) 1984-ben alapította meg három másik olasz művésszel (Esposto, Loi, Contemorra). Számos kiállítást rendeztek, de a genovai galériák konzervativizmusa miatt a csoport lassan szétesett. Presta 1990-ben Milánóba költözött. Itt ismerkedett meg Anna Canali galeristával, aki az Arte Struktura keretében helyet adott a MADI-nak. A galéria az elmúlt évek során számos kiállítást rendezett Olaszországban (Livornói Városháza, Sala dei Templari e Galleria Il Punto, Molfetta; Forum Art Múzeum, Montese; Villa Casati, Cologno Monzese; Palazzo Cisternino dei Poccianti, Livorno; Villa Campolieto, Ercolano, Galleria L’Appodo, Avellino; Galleria Radice, Lissone) és külföldön (Musée André Breton Caberet, Galerie Dorval – Franciaország; Centro Exposiciones y Congresos Ibercaja, Museo Nacional Centro de Arte Reina Sofia – Spanyolország).
Az olasz mozgalom mai képviselői: Saverio Cecere, Hilda Reich Duse, Elena Fia Fozzer, Reale F. Frangi, Gianfranco Nicolato, Giuli, Renato Milo, Vincenso Mascia, Gino Luiggi, Antonio Perrottelli, Marta Pilone, Gaetano Pinna, Rino Sernaglia, Piergiorgio Zangara.
Presta szerint a MADI kifejezés elavult, mivel az invenció, absztrakció, dialektika és materializmus szavak már nem ugyanazt jelentik, mint a MADI alapításakor. Elismeri ugyanakkor, hogy a MADI nemcsak egy stílust, hanem egy művészeti mozgalmat is jelöl, ami megnehezíti a névváltást, valamint hogy a MADI kifejezés számos önálló jelentéssel bír, amennyiben a betűszó sokféleképpen feloldható.
Angelo Calabrese esztéta véleménye szerint a MADI művészet az emberi ész szuggesztív emlékműve, mivel állandó kutatásra és kreativitásra ösztönöz. A geometria alkalmazásával a gondolat testté válik, de a test csupán önmagát jelenti. A MADI mozgalom legfőbb értékének azt tartja, hogy az életet szabálynak (geometria) és vágyakozásnak (fantázia) fogadja el, hogy a szigor és a líra keveredik benne.

## A MADI Magyarországon
Hazánkban az 1990-es évek elején tucatnyi művész (Fajó János, Haász István, Harasztÿ István, Galgóczy György Ervin, Saxon-Szász János stb.) kapcsolódott be a nemzetközi MADI-mozgalomba. 1992-ben megalakították a MADI magyarországi csoportját, itthon és külföldön számos közös kiállításon vettek részt.
1995-ben létrehozták a Nemzetközi Mobil MADI Múzeumot, amely mára jelentős nemzetközi gyűjteménnyel rendelkezik. A múzeum itthon és külföldön kiállításokat szervez - ezek sorában a legjelentősebb a 2006. évi SupreMADIsm fesztivál volt, illetve a 3 évente megrendezett Szimmetria Fesztiválok -, könyveket, hanglemezeket ad ki (Saxon-Szász János polidimenzionális mezői, Kassák és a MADI). A múzeum több külföldi galériával is szoros kapcsolatot ápol (Arte Struktura), tevékenységének köszönhetően Győr a MADI egyik ismert nemzetközi központja lett.
1998-ban MADI art periodical néven többnyelvű művészeti folyóiratot indítottak. 2007 végéig 9 lapszám jelent meg, az évek során a lap a nemzetközi MADI mozgalom fontos orgánumává vált.